# Drassyllus aprilinus
Drassyllus aprilinus är en spindelart som först beskrevs av Banks 1904.  Drassyllus aprilinus ingår i släktet Drassyllus och familjen plattbuksspindlar. Inga underarter finns listade i Catalogue of Life.